# Бъндеришки езера
Бъндеришки езера се нарича голяма езерна група в Централен Северен Пирин, разположена в Бъндеришкия циркус и даваща началото на река Бъндерица. Имат ледников произход и са разположени върху гранитна основа. Обща площ – 126,7 дка. Температурата на водата през юли е 10 – 12 °C. Тя е слабо минерализирана с натриеви и хлорни йони. Езерата са общо 16, като от тях само пет имат свои имена. Край тях минават пътеките от хижа Вихрен към хижа Демяница, към заслон Тевно езеро и към хижа Синаница.

## Жабешко езеро
Жабешкото езеро (41°44′19″ с. ш. 23°25′22″ и. д. / 41.738611° с. ш. 23.422778° и. д.) е най-високото в групата, разположено под южния склон на връх Малка Тодорка на височина 2322 м. Площта му е 5,6 декара, а дълбочината – до 2 м. То е продълговато – 138 на 63 м. Тъй като няма явен отток, водата е топла и в нея се въдят много попови лъжички, от които носи името си. От неговите брегове се разкрива една от най-популярните панорами в планината към Муратов връх. При езерото се разделят пътеките отиващи от хижа Вихрен за хижа Демяница (която продължава на изток) и за Тевното езеро (която продължава на юг).

## Дълго езеро
Дългото езеро (41°44′08″ с. ш. 23°25′34″ и. д. / 41.735556° с. ш. 23.426111° и. д.) е разположено най-навътре в долината на височина 2310 м над морското равнище. Нарича се още Горното Бъндеришко езеро. Разположено е на около километър северно от връх Бъндеришки чукар. Дълго е 459 м, а широко – 150 м, така че площта му е около 45,5 декара. Максималната му дълбочина е 10 м. Водният му обем е 177 000 куб. м.

## Рибно езеро
Второто голямо езеро е Рибното Бъндеришко езеро (41°44′18″ с. ш. 23°24′55″ и. д. / 41.738333° с. ш. 23.415278° и. д.), разположено малко по-надолу на височина 2190 м. В него има много риба, откъдето носи името си, но е известно още и като Голямо или Долно Бъндеришко езеро. То е най-голямо в тази долина с площ от 65 декара (384 х 230 м). Дълбоко е до 12,2 м. Пътеката от хижа Вихрен не минава покрай него, поради което ако туристите искат да го посетят, трябва да се отклонят на около 500 м преди езерото. Южно от него реката се спуска по много стръмна стена, която го отделя от котловината на Дългото езеро, а на западния бряг (отсрещния от гледна точка на пътеката) има оформен малък обрасъл с клек полуостров. До полуострова се намира малко езерце с незначителна площ и дълбочина, свързано с Бъндеришкото езеро с малък поток.

## Муратово езеро
Муратовото езеро (41°44′45″ с. ш. 23°24′22″ и. д. / 41.745833° с. ш. 23.406111° и. д.) (наричано още Хвойнато или Овинато езеро) е разположено под Муратов връх на много добре изразена тераса. Над него в южна посока има още три мънички езера. Разположено е на височина 2230 м и има площ 12,3 декара. Дълбоко е само 3,2 м, което прави воден обем от 22 700 куб. м. В езерото се влива немалък поток, който се спуска по улея между Муратов и Хройнати връх и образува красив естуар, както и два интересни полуострова. Срещу него могъщо се извисява снагата на връх Тодорка.

## Окото
Окото (41°45′05″ с. ш. 23°24′54″ и. д. / 41.751389° с. ш. 23.415° и. д.) (Равнашкото езеро) е малко езеро, намиращо се на скален праг над хижа Вихрен – най-ниското езеро от групата (2026 м надморска височина). Кръглата му форма и блестящата повърхност дават основание да бъда наречено така. То е толкова малко, че не се забелязва от пътеката, която минава само на сто метра от него. Размерите му са 65 на 57 м, тоест е почти кръгло. Площта му е 2,6 декара. За тези размери е много дълбоко – 5,4 м. Водният му обем е 6600 куб. м. Постепенно се затлачва от наносни материали, свличани в него от лавините.

## Галерия
- Разцепеният камък – преди Рибното езеро (виж картата горе)
- Бъндеришкото езеро, гледано от пътеката над него
- Езерото Окото
- Жабешкото езеро и Муратов връх през зимата